# گاز-۶۹

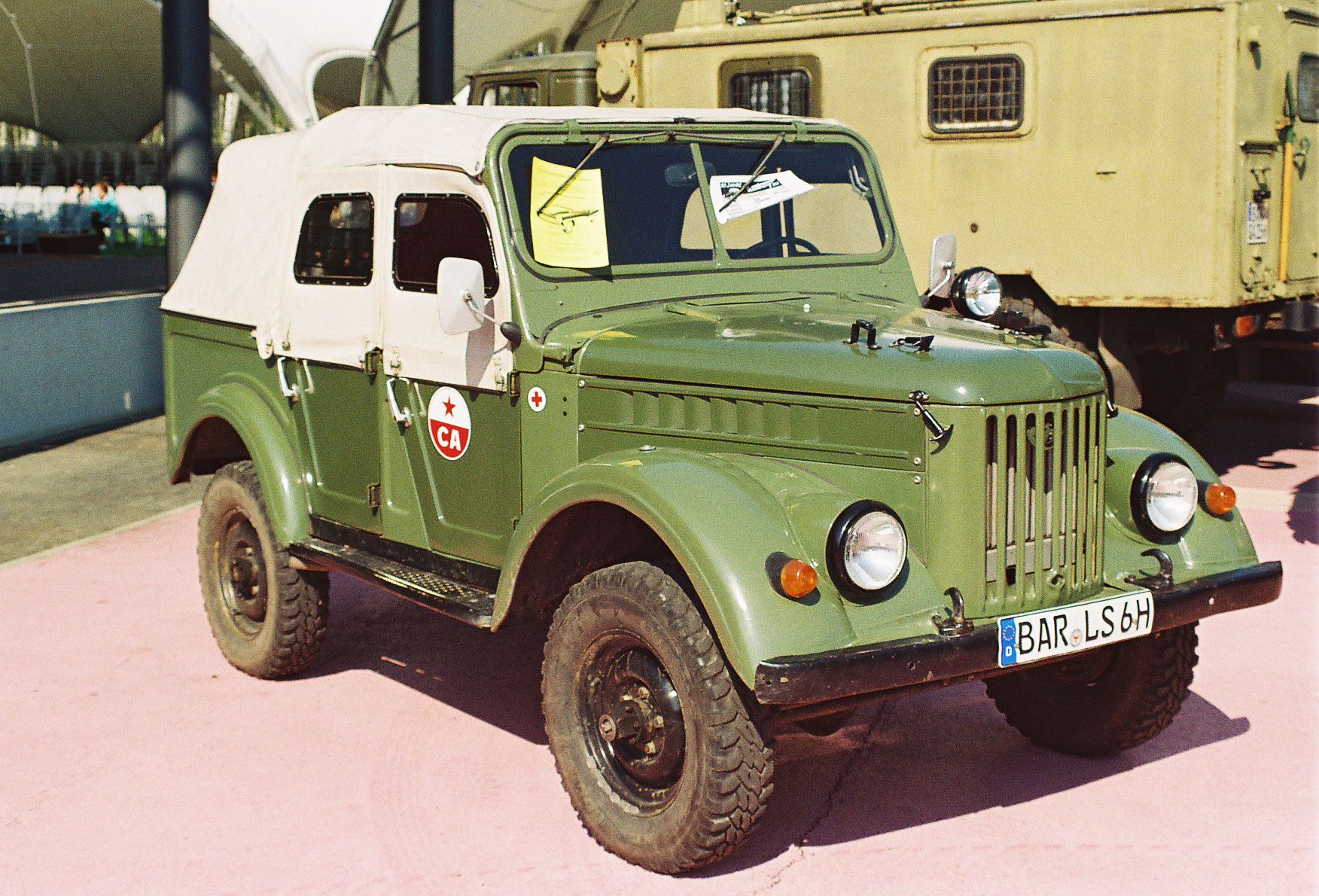
گاز ۶۹ چهار در

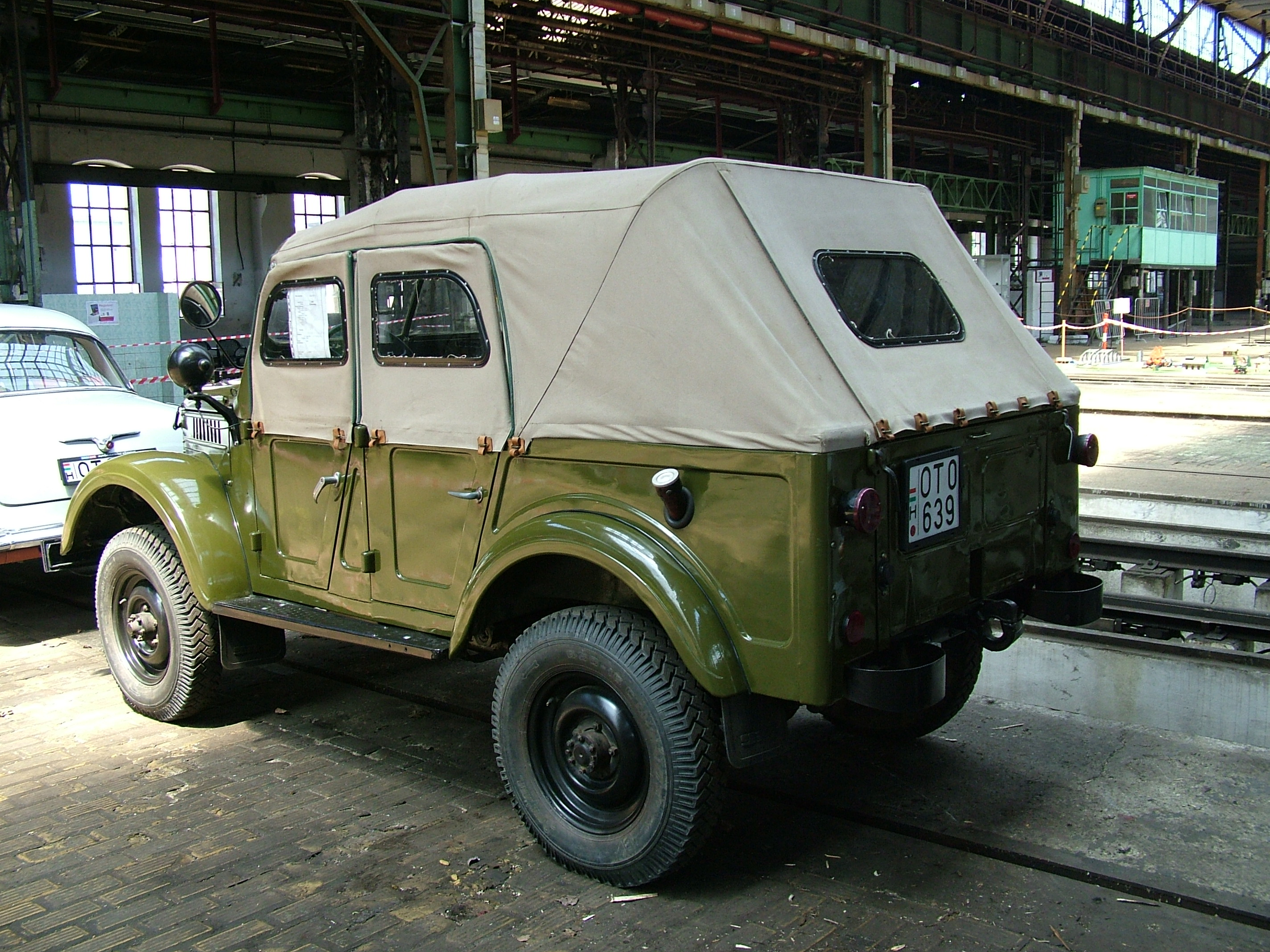
نمای عقب گاز ۶۹ چهار در

گاز ۶۹ یک کامیون سبک چهار چرخ متحرک است که توسط خودروسازی گاز بین سالهای ۱۹۵۳ و ۱۹۵۶ و سپس توسط آواز، در سال ۱۹۵۶–۱۹۷۲ تولید شده‌است.

## توسعه و تولید
این خودرو توسط تیم طراح ارشد گاز به عنوان جایگزینی برای گاز-۶۷ ساخته شده‌است که مصرف سوخت کمتری نسبت به مدل قبلی خود دارد و از همان موتور ۵۵ اسب بخار (۴۱ کیلووات؛ ۵۶ اسب بخار متری) ۲٫۱ لیتر (۱۳۰ اینچ مکعب) با گیربکس چهار و سه سرعته دستی که در گاز-ام۲۰ پوبیدو هم استفاده شد، بهره می‌برد. بیش از ۶۰۰۰۰۰ دستگاه گاز ۶۹ تا پایان تولید در اتحاد جماهیر شوروی سوسیالیستی در سال ۱۹۷۲ ساخته شده‌است.

## طراحی

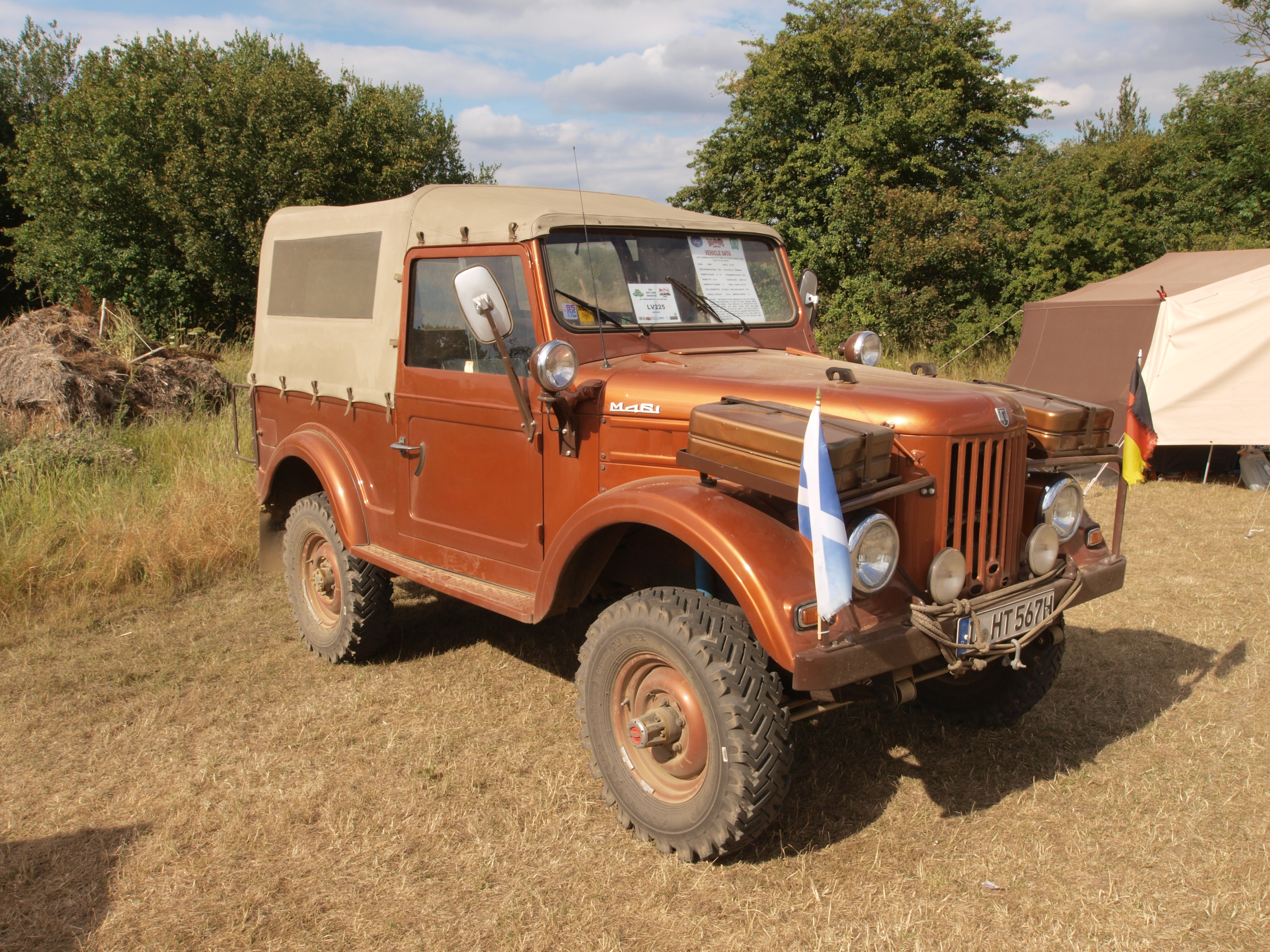
گاز ۶۹ دو در

این خودرو دارای دو مخزن سوخت بود که یکی از آنها ۴۷ لیتر (۱۲ گالون آمریکایی؛ ۱۰ گالون بریتانیایی) در زیر خودرو، یکی از ۲۸ لیتر (۷ گالون آمریکایی؛ ۶ گالون بریتانیایی) در زیر صندلی مسافر بود. نسخه اصلی گاز ۶۹ دارای یک جفت در است و معمولاً دارای بوم‌های استاندارد و بالایی و کناره‌های فوقانی است. دو صندلی در جلو و دو نیمکت تاشو برای سه مسافر در هر طرف وجود دارد. نوع دیگر نیز دارای چهار در، صندلی تاشو و دو ردیف صندلی است.

## استفاده نظامی
گاز ۶۹ وسیله نقلیه سبک جاده ای ارتش شوروی بود و جایگزین گاز ۶۷ و ویلیس ام‌بی شد. این خودرو همچنین به عنوان پایه ای برای زره‌پوش ضدتانک 2P26 مورد استفاده قرار گرفت.

## کشورهای استفاده‌کننده
- بلغارستان
- کامبوج
- چکسلواکی
- آلمان شرقی
- مصر
- مجارستان
- اندونزی
- ایران
- عراق
- اسرائیل
- لهستان
- سوریه
- اتحاد جماهیر شوروی[۳]
- ویتنام

## نگارخانه

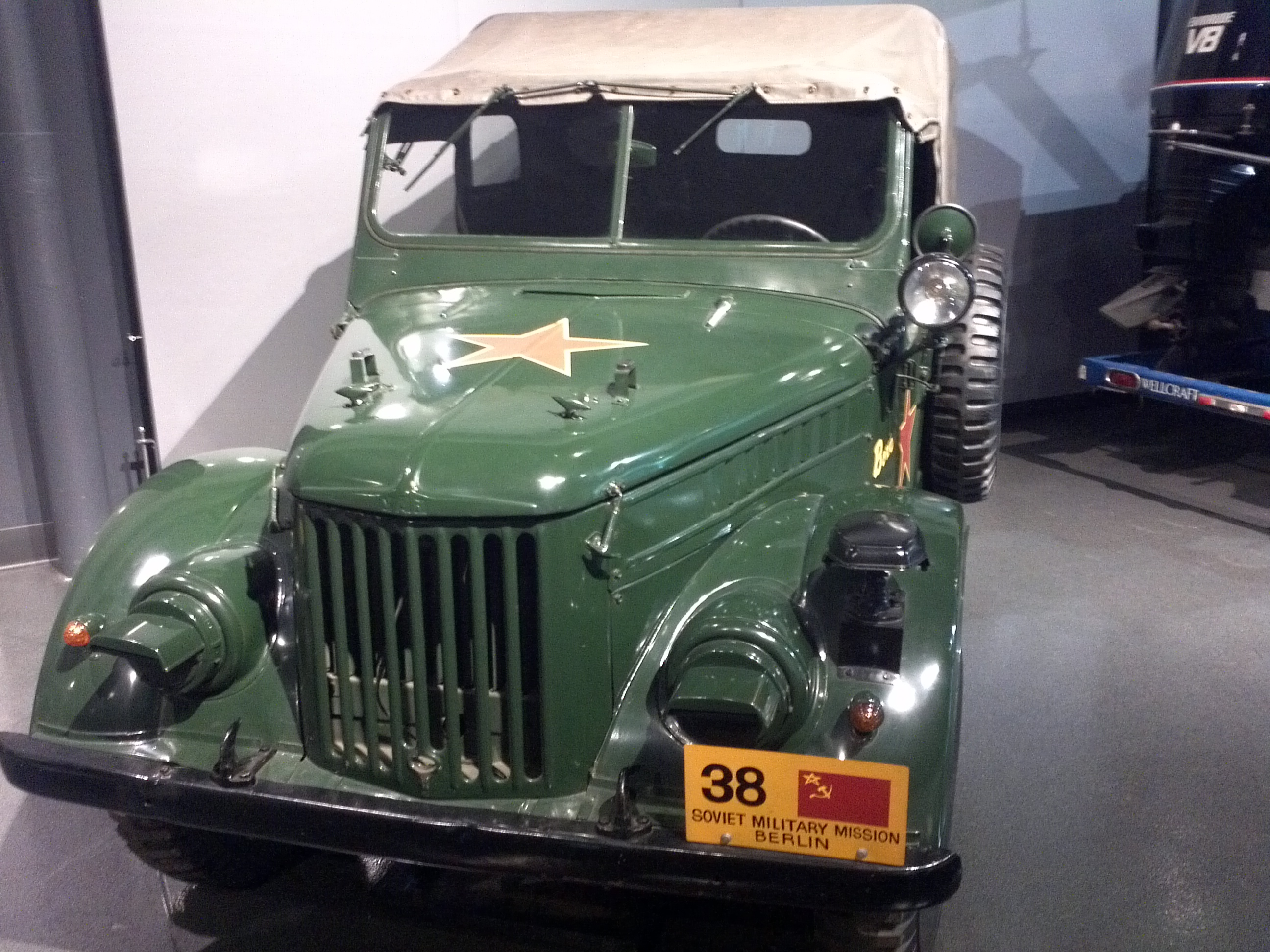
یک گاز ۶۹ بازنشسته در موزه حمل و نقل در سنت لوئیس ، مو ، ایالات متحده آمریکا.
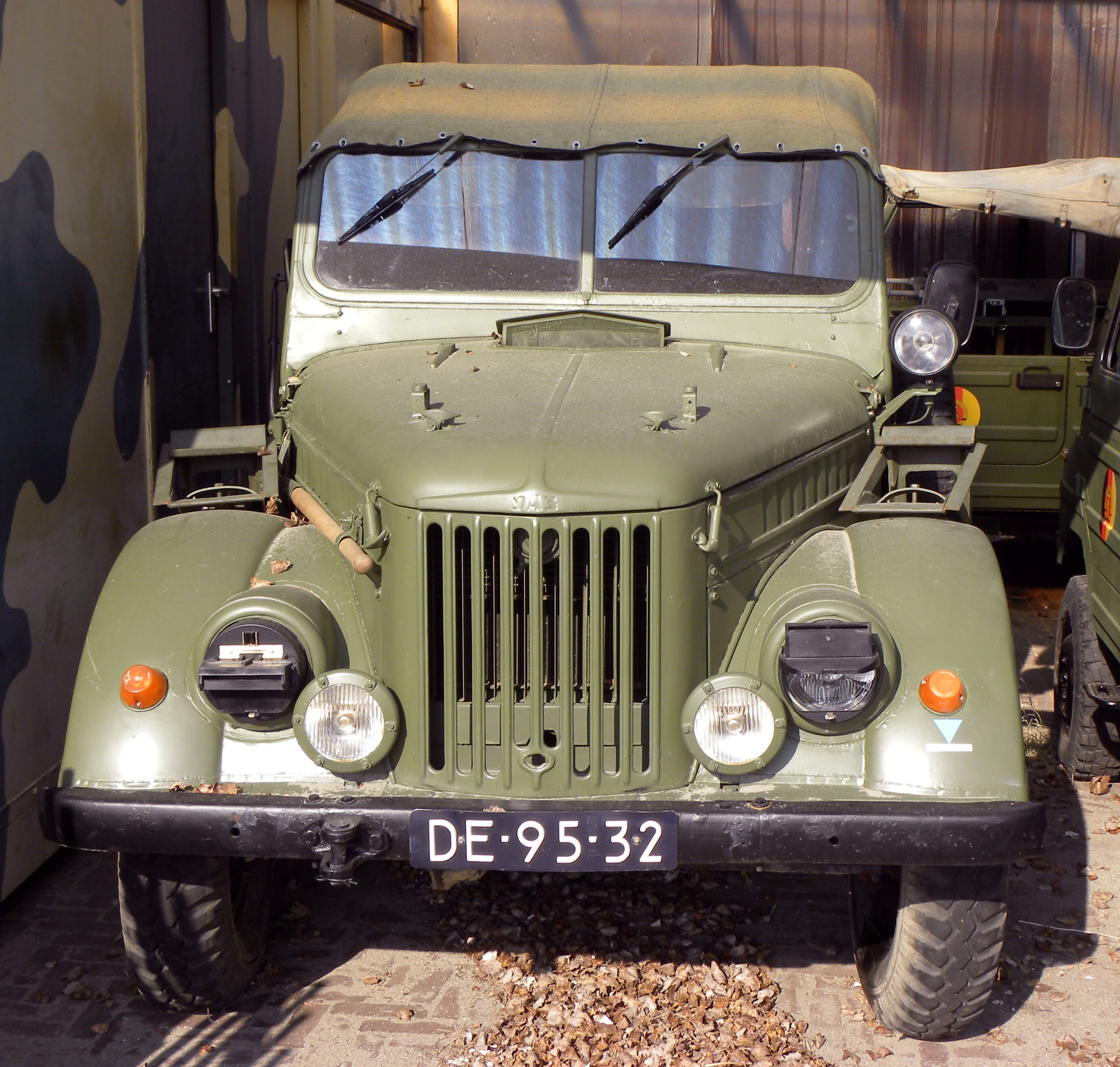
یک گاز ۶۹ بازنشسته در هلند
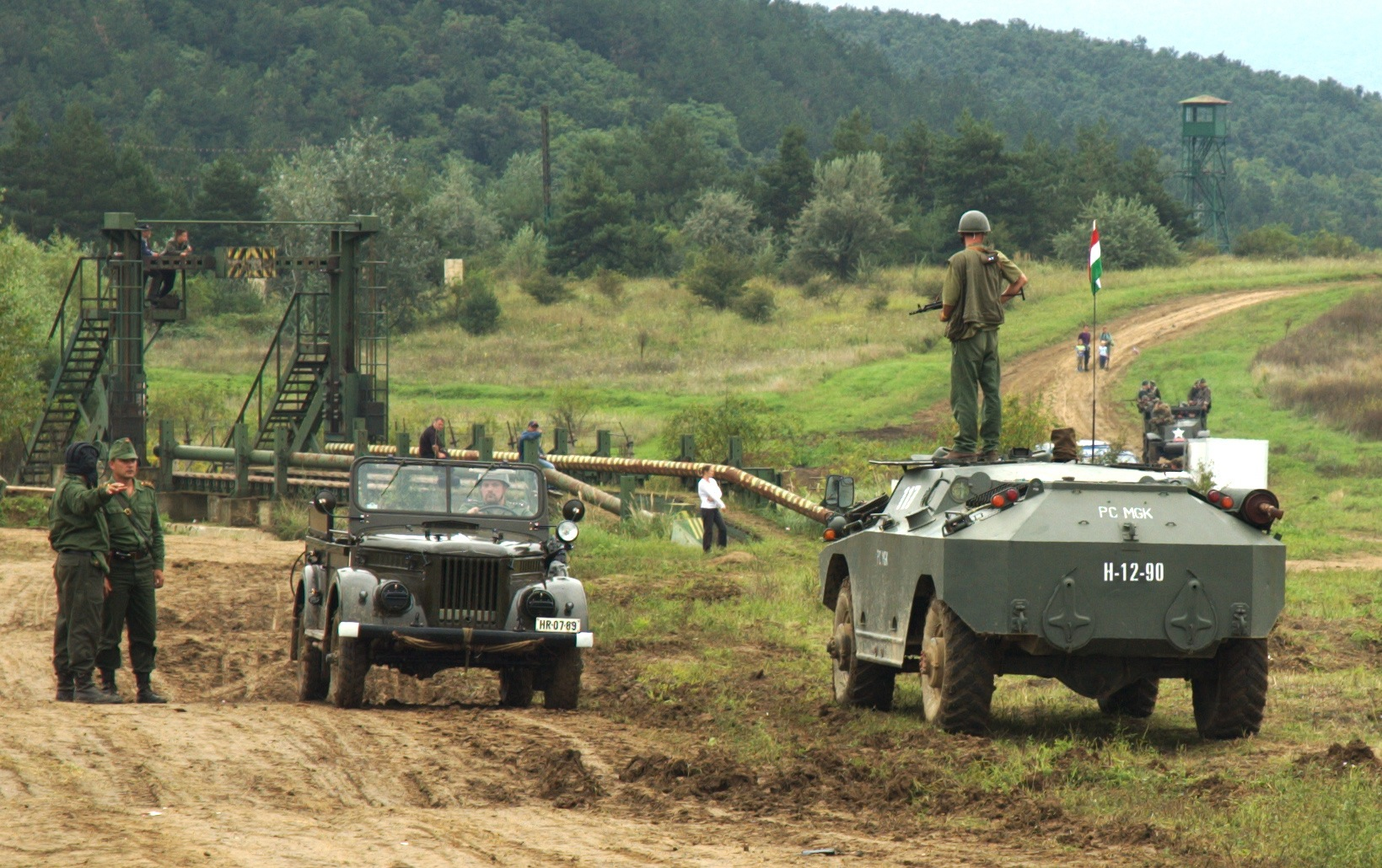
گاز ۶۹ در ارتش مجارستان
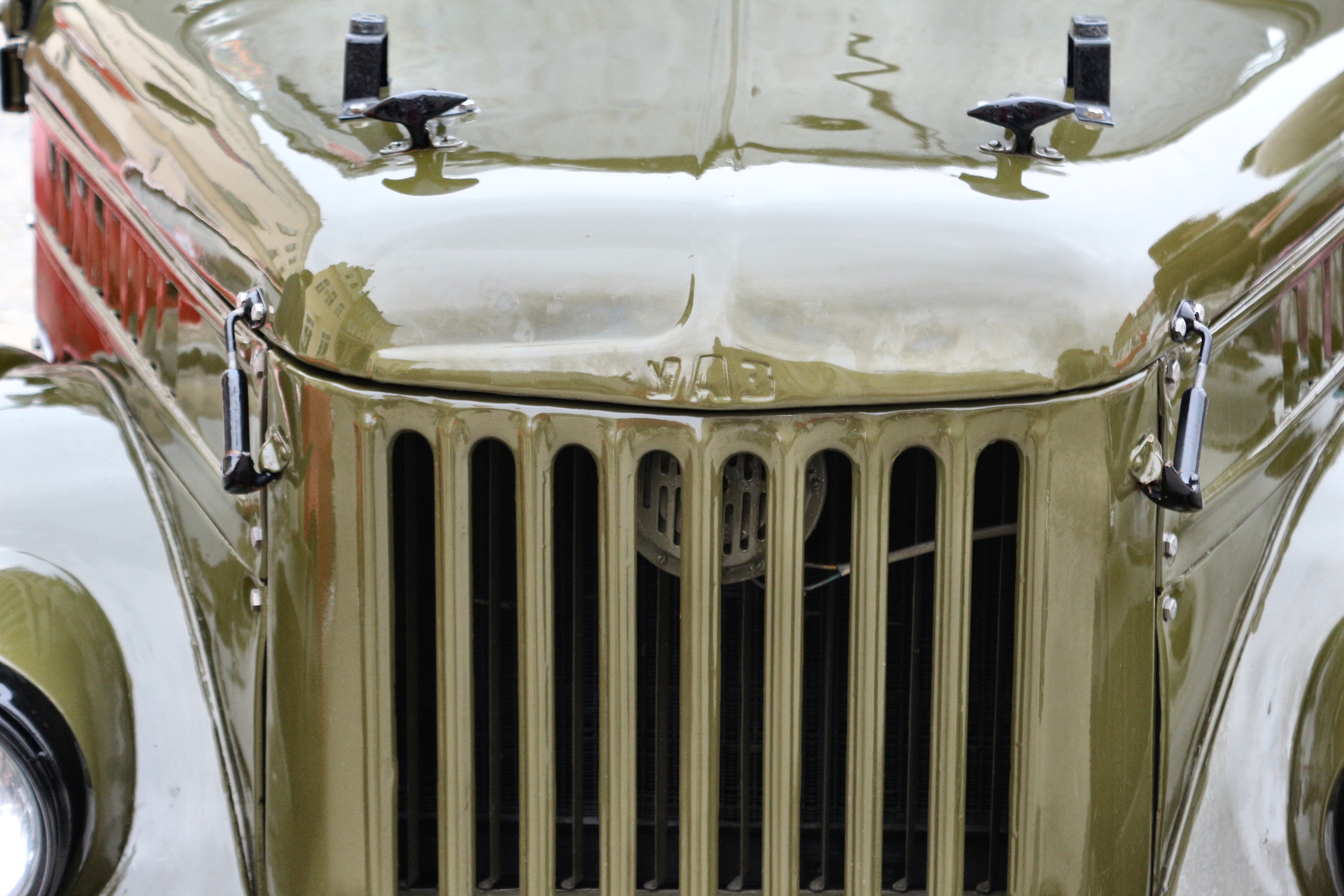
دماغه گاز ۶۹
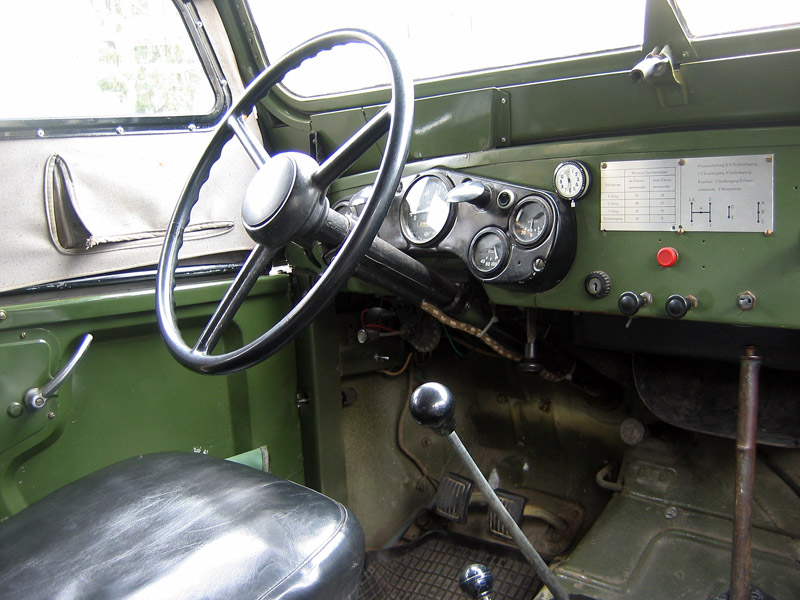
نمای داخلی